# 진실주집 (보물 제1775호)
진실주집(眞實珠集)은 서울특별시 종로구 서울역사박물관에 있는 목판본 책이다.
2012년 8월 24일 대한민국의 보물 제1775호로 지정되었다.

## 개요
『진실주집(眞實珠集)』은 송나라 예묘행(倪妙行)이 여러 선사들의 가(歌)ㆍ명(銘)ㆍ심요(心要)ㆍ법어(法語)ㆍ시(詩)ㆍ문(文) 등에서 선(禪)과 관련된 글들을 선별하여 3권 1책으로 편찬한 책이다.
『진실주집(眞實珠集)』은 1462년(세조 8)에 목판으로 새긴 간경도감판(刊經都監版)을 10년 뒤인 1472년(성종 3) 6월에 후쇄(後刷)하고 김수온(金守溫)의 발문(跋文)은 갑인자소자(甲寅字小字)로 인출(印出)하여 간경도감판 원문(刊經都監版原文)에 덧붙여 간행한 판본(版本)이다.
간경도감판(刊經都監版) 『진실주집』은 보물 제921호와 보물 제1014호로 지정된 예가 있으며 후대의 번각본도 전래되고 있으나, 김수온의 발문을 붙여 간행한 판본은 매우 희귀하다.
이 『진실주집』은 보존상태도 양호하며 표지도 보상화문으로 제책 당시의 원형을 볼 수 있는 점에서 귀중한 가치를 지니고 있다. 발문에는 승하한 세조·예종의 명복과 정희대왕대비·성종·공혜왕후의 장수를 빌기 위해 인수대비(仁粹大妃, 1437~1504)의 주도로 인출된 불경(佛經)의 종류와 인출건수(印出件數) 등이 수록되어 있다. 당시에 『진실주집』은 200건을 인쇄한 것으로 기술되어 있는데, 이번에 지정된 『진실주집』은 그 때 인출된 200건 중의 하나이다. 『진실주집』은 조선 초기 목판인쇄기술과 발문 등을 통해 왕실의 불교신앙을 알 수 있는 귀중한 자료이다.

## 같이 보기
- 진실주집
- 간경도감

## 참고 자료
- 진실주집 - 국가유산청 국가유산포털